# Улица Осипенко (Санкт-Петербург)
Улица Осипе́нко — меридиональная улица в жилом районе Ржевка-Пороховые, а также в историческом районе Пороховые Красногвардейского административного района Санкт-Петербурга. Проходит от проспекта Косыгина до проспекта Энтузиастов. Параллельна Индустриальному проспекту и проспекту Наставников.

## История
Улица получила название 6 декабря 1976 года по другой упразднённой улице на Пороховых, названной в 1940 году в память о лётчице Полине Денисовне Осипенко (1907—1939), Героине Советского Союза.
Нечётная сторона улицы была застроена в 1980-х годах, чётная — в 2000-х годах.

## Пересечения
С юга на север (по увеличению нумерации домов) улицу Осипенко пересекают следующие улицы:
- проспект Косыгина — улица Осипенко примыкает к нему;
- проспект Энтузиастов — улица Осипенко примыкает к нему.

## Транспорт
Ближайшие к улице Осипенко станции метро — «Ладожская» (около 2,9 км по прямой от начала улицы) и «Проспект Большевиков» (около 3 км по прямой от начала улицы) 4-й (Правобережной) линии.
Движение общественного транспорта по улице отсутствует. Ближайшие остановки общественного транспорта:
- На проспекте Энтузиастов — автобусы № 77, 174, 234, 264;
- На проспекте Косыгина — городские автобусы № 24, 30; пригородные автобусы № 429, 453, 462, 531, 532, 533; троллейбусы № 22, 22А; маршрутные такси № 531А, 801А.

На расстоянии около 1,3 км по прямой от начала улицы находится железнодорожная станция Заневский Пост, на расстоянии около 2,8 км по прямой — Ладожский вокзал.

## Общественно значимые объекты

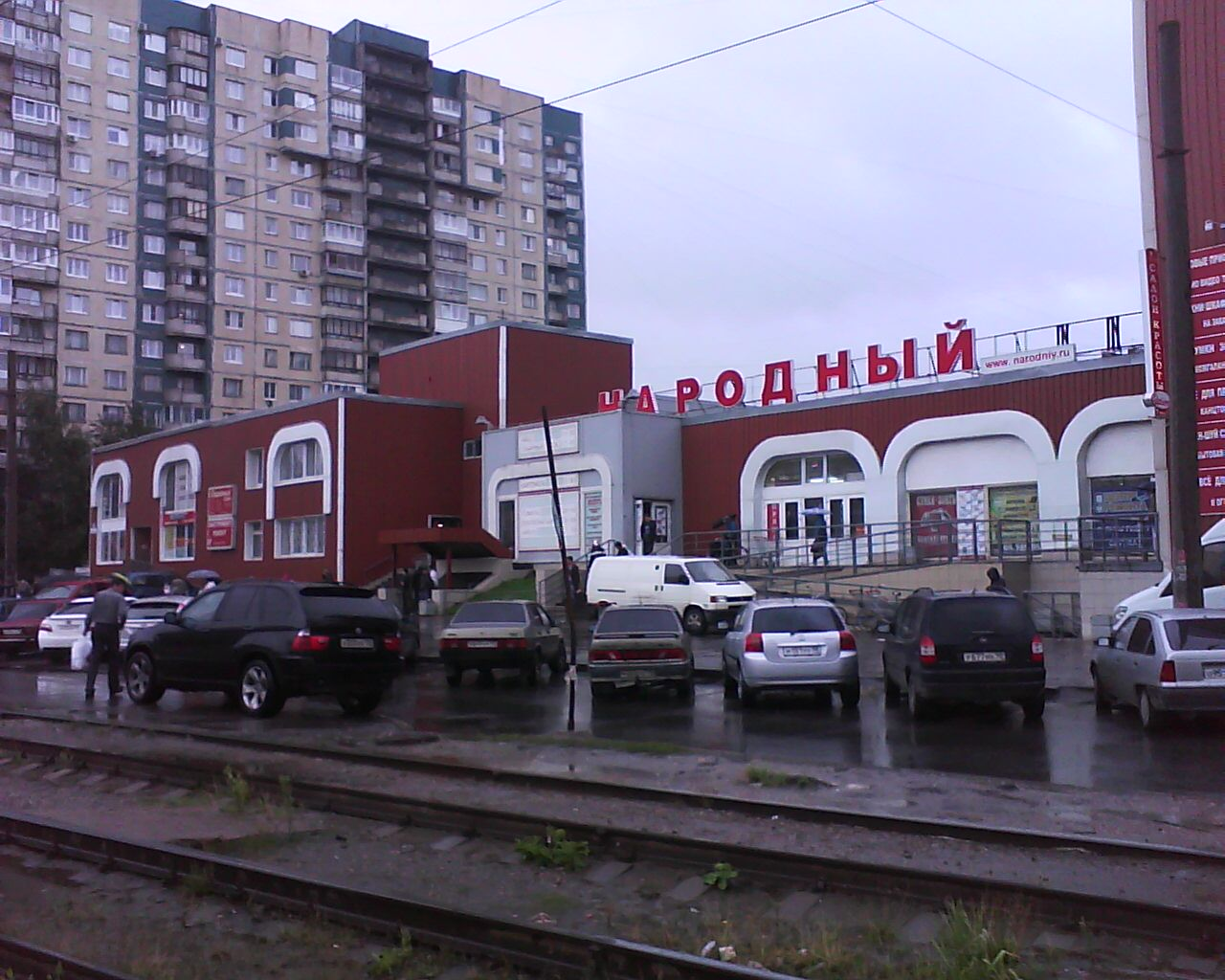
Торговый комплекс «Народный»

- торговый комплекс «Народный» (напротив примыкания к проспекту Косыгина) — проспект Косыгина, дом 21[уточнить];
- многоэтажный паркинг (у примыкания к проспекту Косыгина) — дом 2, литера А;
- детский сад № 93 — дом 3, корпус 2;
- детский сад № 97 — дом 6, литера А;
- школа № 349 — дом 5, корпус 2;
- школа № 531 — дом 8.